# Alberto Camerini
Alberto Camerini, född 16 maj 1951 i São Paulo, Brasilien, är en italiensk singer-songwriter och musiker, mest aktiv under perioden från sena 1970-talet till tidigt 1980-tal. Han är mest känd för super-hiten Rock & Roll Robot.